# Guettarda organosia
Guettarda organosia är en måreväxtart som beskrevs av Ignatz Urban. Guettarda organosia ingår i släktet Guettarda och familjen måreväxter. Inga underarter finns listade i Catalogue of Life.